# Tor Immo
Tor Immo, född 9 november 1994 i Köping, är en svensk professionell ishockeyspelare som spelar för BIK Karlskoga i Hockeyallsvenskan. Han har även spelat för Köping HC, IFK Arboga IK, Leksands IF, Olofströms IK, IF Troja-Ljungby och HC Dalen.